# Parepisparis maculata
Parepisparis maculata là một loài bướm đêm trong họ Geometridae.